# Stephan Eicher
Stephan Eicher (Münchenbuchsee, 17 agosto 1960) è un cantautore svizzero.
È noto in particolar modo nella Svizzera italiana, in Francia ed in Germania.

## Biografia
Nato da padre jenisch e madre francese, è il secondogenito di una famiglia di tre figli maschi.
Nel 1985 l'artista comincia ad essere notato in Francia con una canzone intitolata Two people in a room (estratta dall'album I tell this night). Nel 1987 poi con Combien de temps (estratto da Silence).
Negli anni 1990, registra due album Engelberg e Carcassonne, che diventano entrambi dei successi internazionali. Come conseguenza, iniziano delle tournée europee, da cui viene tratto l'album Non ci badar, guarda e passa. A questo, fa poi seguito 1000 vies.
Nel 2001 esce il suo primo best of intitolato Hotel*S. Il 2002 lo vede cantare assieme a famosi gruppi francesi e corsi. L'anno successivo invece è il turno di Taxi Europa, disco in cui canta anche in lingua italiana.
Nel 2005 esce, non molto pubblicizzato, un album dal titolo Projet Solo. Due anni dopo, nel 2007, esce Eldorado.
Stephan Eicher negli anni è riuscito a conquistare l'Europa intera cantando in tedesco, svizzero tedesco, italiano, inglese, francese ed anche dialetto di Berna.

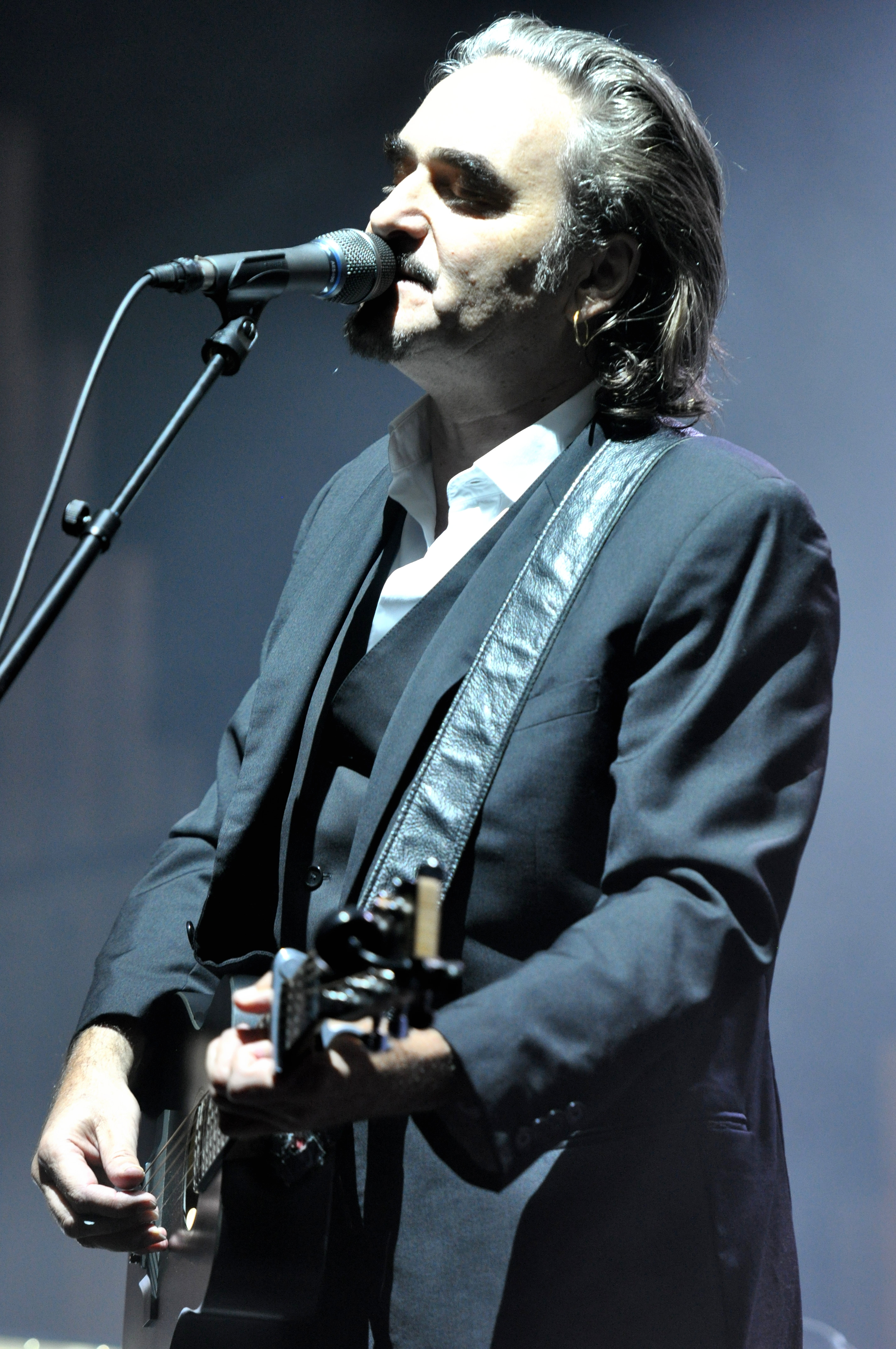
2015

## Discografia
- 2012 - L'envolée
- 2010 - Spielt Noise Boys (riedito + 2 titoli inediti come bonus track Hungriges Afrika e One Second Too Late)
- 2009 - Traces (compilation con 4 CD)
- 2007 - Eldorado
- 2004 - Tour Taxi Europa (concerto)
- 2003 - Taxi Europa
- 2001 - Hotel's (compilation)
- 1999 - Louanges
- 1996 - 1000 vies
- 1994 - Non ci badar, guarda e passa (doppio album + videocassetta "Guarda e passa")
- 1993 - Carcassonne
- 1991 - Engelberg
- 1989 - My Place
- 1987 - Silence
- 1985 - I Tell This Night
- 1983 - La chanson bleue
- 1982 - Souvenir
- 1980 - Grauzone
- 1980 - Stephan Eicher Spielt the Noise Boys
- 1979 - Les filles de Limmatquai
- 1978 - Eisbär

## Riferimenti musicali
- Johann Sebastian Bach
- Bob Dylan
- Lou Reed
- Elvis Presley